# Traugott Leberecht Kämpfe
Traugott Leberecht Kämpfe (* 11. Juni 1762 in Gera; † 5. März 1828 in Langenberg) war evangelischer Pfarrer und Kirchenlieddichter.

## Leben
Kämpfe war Sohn des Schneiders Johann Heinrich Kämpfe. Ab 1768 besuchte er das Geraer Gymnasium. Im Jahre 1781 immatrikulierte er sich an der Universität Leipzig und studierte Theologie. Seine Studienjahre waren entbehrungsreich und er kehrte 1787 mit einem Augenleiden nach Gera zurück, wo er ein Handbuch zur Homiletik herausgab. Er promovierte an der Universität Wittenberg 1792 und übernahm das Katechetenamt an der Salvatorkirche (Gera). Ein Jahr später 1793 wurde er zu einem Mitglied des Instituts für Moral und Wissenschaften an der Universität Erlangen ernannt. In Saalburg bekam er 1798 die Stelle eines Diakons (zweiter Pfarrer) und wurde an der dortigen Stadtschule Rektor und bereits 1799 Archidiakon in Saalburg und zugleich Pastor in Kulm, von der er 1803 nach Langenberg bei Gera wechselte. Seiner Heimatstadt Gera blieb er also dennoch verbunden, denn er heiratete zudem 1798 Elisabetha Augusta Jentsch aus Gera. Er war Katechet an der Salvatorkirche in Gera. Zu den von ihm gedichteten Texten gehörten u. a. Weihnachtslieder, wie eines zu einer Melodie von Johann Georg Frech (1790–1864). Außerdem schrieb er Gelegenheitsgedichte. In dem Christlichen Gesangsbuch, das er zusammen mit Karl Franz Wolkenius 1797 herausgab, sind die meisten Liedtexte, aus Kämpfes Feder. Von Kämpfe haben 16 Lieder überregionale Verbreitung und damit den Weg in Kirchengesangsbücher des 19. Jahrhunderts gefunden. Kämpfe fertigte ein umfangreiches Register zu Johann Heinrich Jungs beiden 1799 erschienenen Bänden von dessen Siegesgeschichte der christlichen Religion an. Dieses Register erschien auch als Reprint.

## Werke (Auswahl)
- Traugott Leberecht Kämpfe: Lesebuch für angehende Schreibeschüler, Hertel, Leipzig 1797.
- Ders.: Christliches Gesangbuch für Stadt- und Landschulen, Heinrich Gräff, Leipzig 1797. online%22&f=false